# .240 Weatherby Magnum
El .240 Weatherby Magnum fue desarrollado en 1968 por Roy Weatherby, para introducir el calibre .243 (6mm) a su línea de cartuchos. En el desarrollo Weatherby fue significativamente influenciado tanto por el éxito y las limitaciones del cartucho .244 Holland & Holland Magnum, ideado en Inglaterra por su amigo y colega David Lloyd. Fue el último cartucho en ser diseñado por Roy Weatherby.

## Diseño
El .240 Weatherby Magnum es un cartucho propio que se utiliza solo en los rifles Weatherby. El casquillo no parte de un predecesor, tiene un diseño similar en forma a los otros belted magnum de la línea, manteniendo el hombro de doble radio característico, pero el diámetro de este es similar al del .30-06 Springfield.

## Performance
El .240 Weatherby Magnum fue por muchos años el cartucho calibre 6 mm más rápido en producción, generando una velocidad de salida de la boca del cañón de aproximadamente 150 pies por segundo más que el 6mm Remington y el .243 WSSM. Sin embargo, el .243 WSSM se comercializa con proyectiles Ballistic Silvertip de 55 granos, desplazando al .240 Wby que se comercializa con proyectiles más pesados.